# Мустье (фаянс)
Фаянсы Мустье (фр. Faïence de Moustiers) — обобщающее название продукции нескольких фабрик французского фаянса, расположенных в городке Мустье-Сент-Мари (фр. Moustiers-Sainte-Marie) в регионе Прованс-Альпы-Лазурный берег на юго-востоке Франции, в 85 км к северо-востоку от Марселя.
Небольшой городок на протяжении веков был центром производства и торговли гончарными изделиями. В окрестностях имелись залежи пригодной глины, а источник воды вытекает из скалы и создаёт в городе целый водопад. В 1679 году в Мустье была основана фабрика по производству глиняной посуды. Около 1686 года потомственный гончар Пьер Клерисси построил крупную мануфактуру. С 1702 года Пьеру помогал его сын Антуан. До 1715 года Пьер и Антуан Клерисси были единственной семьёй, производившей фаянс в Мустье. На их фабрике работали живописцы-декораторы, отец и сыновья: Франсуа, Гаспар и Жан-Батист Вири.
Между 1679 и 1730 годами фабрика Клерисси в Мустье производила изделия с монохромной кобальтово-синей росписью на белом фоне, а также с орнаментикой близкой стилю Людовика XIV, в котором большие блюда были украшены сюжетами на мифологические или религиозные темы; также использовали украшения, вдохновлённые гравюрами по рисункам выдающегося художника-орнаменталиста Жана Берена Старшего. На фаянсовых тарелках и кувшинах Жан-Батист Вири изображал сцены охоты по гравюрам с картин Антонио Темпесты, а также орнаменты по мотивам рисунков и гравюр голландского художника Франса Флориса.
Другую мануфактуру около 1723 года основал в Мустье Жозеф Олери (1697—1749). Опытный мастер-керамист, Олери ввёл полихромную роспись; вместе с шурином Жаном-Батистом Ложье он стал использовать яркие краски, мотивы гирлянд и гротеска, «а также причудливые, маньеристичные фигуры, заимствованные из гравюр Жака Калло. Однако наибольшим успехом продолжала пользоваться монохромная роспись синим кобальтом по белому фону в подражание руанским фаянсам с мотивами ламбрекенов и тончайших арабесок и элементов орнамента „берен“. Всё вместе получило название „стиль олери“».
Мануфактура действовала до 1790 года. Её изделия имеют марку «OL». Первым исследователем уникальных фаянсов Мустье был французский учёный Жан-Шарль Давилье.
- Поднос с декором «берен»
- Роспись «Добрый самаритянин». Г. Вири
- Блюдо с росписью «берен» и ламбрекенами по борту
- Блюдо «с зелёными гротесками»
- Кувшин производства Ж. Олери
- Тарель Олери. Роспись Ж.-Б. Ложье
- Урна с гербом
- Блюдо Олери-Ложье в подражание руанскому «лучистому стилю»